# Ammar Mešić
Ammar Mešić (Prijepolje, 10. prosinca 1991.) srpski je televizijski, filmski i kazališni glumac.

## Životopis
Rođen je u Prijepolju na jugozapadu Srbije. Glumiti je započeo sa 16 godina, nakon druge godine srednje škole koju je završio s odličnim uspjehom.
Nakon prve godine studija dobiva svoju prvu ulogu u TV seriji „Zauvijek mlad” (2009). Glumački partner u ovoj seriji bio mu je glumac Aljoša Vučković. Od tada se kontinuirano bavi ovim poslom. Tijekom studija ostvario je uloge u predstavama „Ručni rad” (2010.) i „Isidora Duncan” (2011.) u Narodnom pozorištu Niš, „Iza kulisa” (2011.) u Narodnom pozorištu Prijepolje, „Ljepotica i zvijer” (2012.), „Kad se Miša najeo slatkiša” (2014.)
Tijekom treće godine studija dobio je glavnu ulogu u grčkom filmu „Vođa” (2012.), koji je sniman u Ateni. Nakon toga je dobio uloge u mnogim reklamama (Nesscafe, Telekom Srbija, VIP Makedonija, Agora Hrvatska, Smoki, Clipsy itd.) i radio dramama kao što su „Propala trgovina” i „Tko je Bojana P.” (Akademija dramske umjetnosti).
Diplomirao je 2012. godine na Fakultetu suvremenih umjetnosti u klasi profesora Irfana Mensura s predstavom „Maslačak i retard” koja je izvedena u Beogradskom narodnom pozorištu.

## Filmografija

### Televizijske uloge
| Godina        | Naslov                   | Uloga               |
| ------------- | ------------------------ | ------------------- |
| 2024.         | U dobru i zlu            | Kašmir Srića „Miro” |
| 2020. - 2023. | Igra sudbine             | Strahinja Bunčić    |
| 2018. - 2019. | Pogrešni čovjek          | Branimir Petrović   |
| 2017.         | Santa Maria della Salute | Kosta Ruvarac       |
| 2015.         | Off                      | pušač               |
| 2014.         | Igra prijestolja         | Vrabac              |
| 2013.         | Europa, bre!             | Fric                |
| 2013.         | Otvorena vrata           | Filip               |
| 2012.         | Vojna akademija          | Kadet Bašić         |
| 2011.         | Sve naše nešto tako      | dostavljač          |
| 2009.         | Zauvijek mlad            | Nikola              |

### Filmske uloge
| Godina | Naslov | Uloga |
| ------ | ------ | ----- |
| 2012.  | Vođa   |       |

## Vanjske poveznice
- Ammar Mešić u internetskoj bazi filmova IMDb-u (engl.)